# 21
| 21                 |
| ------------------ |
| Dødsfald - Fødsler |
|                    |

| Gregoriansk kalender | 21 XXI                  |
| Ab urbe condita      | 774                     |
| Armensk kalender     | I/T                     |
| Kinesiske kalender   | 2717 – 2718 庚辰 – 辛巳 |
| Etiopisk kalender    | 13 – 14                 |
| Jødisk kalender      | 3781 – 3782             |
| Hindukalendere       |                         |
| - Vikram Samvat      | 76 – 77                 |
| - Shaka Samvat       | N/A                     |
| - Kali Yuga          | 3122 – 3123             |
| Iransk kalender      | 601 BP – 600 BP         |
| Islamisk kalender    | 620 BH – 619 BH         |

Se også 21 (tal) og 21 (album)

## Dødsfald
- Arminius, germansk hærfører (født 18/17 f.Kr.)